# Ngāpuhi
Ngapuhi (Ngā Puhi), maorsko pleme (iwi) na krajnjem sjeveru Novog Zelanda (regija Northland) čiji je centar bilo na mjestu današnjeg grada Kaikohe, tada selo Opango. Prema predanjima Ngapuhi su porijeklom od Rāhiri, sina Tauramokoa, potomka Kupea, polinezijskog navigatora koji je vodio migratorski kanu Matawhaorua i Te Hauangiangi, kćerke Puhija što je upravljao kanuom Mataatua. Pleme danas živi u području Hokianga, Bay of Islands i distriktu Whangarei, i podijeljeni su na 150 hapua (pod-plemena), te broje 122,214 duša (popis 2006.). 

## Vanjske poveznice
- Ngāpuhi